# Fridtjof Mjøen
Fridtjof Mjøen (3 d'agost de 1897 - 21 d'octubre de 1967) va ser un actor i director de teatre noruec. Va debutar escènic al Centralteatret el 1927. Va ser director artístic al Det Nye Teater de 1936 a 1937. Durant les dècades de 1940 i 1950 va actuar en diverses pel·lícules i en obres d'àudio a Radioteatret.

## Filmografia seleccionada
- Snowshoe Bandits (1928)
- The Stars Shine (1938)
- Twelve Minutes After Midnight (1939)
- One, But a Lion! (1940)
- Vigdis (1943)
- I moralens navn (1954)
- Kvinnens plass (1956)
- Hans Nielsen Hauge (1961)